# Trimeresurus cantori
Trimeresurus cantori là một loài rắn trong họ Rắn lục. Loài này được Blyth mô tả khoa học đầu tiên năm 1846.